# Henryk Ogryczak
Henryk Antoni Ogryczak (ur. 6 lipca 1947) – polski menedżer i urzędnik państwowy, w latach 1999–2001 podsekretarz stanu w Ministerstwie Gospodarki.

## Życiorys
Absolwent Politechniki Gdańskiej, ukończył także studia podyplomowe z zakresu ekonomii i zarządzania na Uniwersytecie Gdańskim oraz uczestniczył w praktykach i szkoleniach dotyczących inwestowania i zarządzania m.in. w Szwecji, Wielkiej Brytanii i USA. Był dyrektorem naczelnym Stoczni im. Komuny Paryskiej, a od 1991 do 1995 prezesem Stoczni Gdynia.
5 lipca 1999 powołany na stanowisko podsekretarza stanu w Ministerstwie Gospodarki. Zakończył pełnienie funkcji wraz z rządem Jerzego Buzka w 2001. 
W 2002 rozpoczął pracę w Raiffeisen Investment Polska, gdzie nadzorował realizację projektów bankowości inwestycyjnej, później przeszedł na stanowisko doradcy zarządu Raiffeisen Investment AG. W 2004 został członkiem rady nadzorczej Zachodniego Funduszu Inwestycyjnego NFI. W latach 2005–2007 pozostawał prezesem Centromoru, W związku z przejściem do rady nadzorczej Stoczni Gdynia S.A. na mocy porozumienia stron nastąpiło rozwiązanie stosunku pracy z Centromor S.A.. W sierpniu 2007 oficjalnie został oddelegowany z rady nadzorczej do zarządu Stoczni Gdynia. Z funkcji członka rady nadzorczej odwołano go już w styczniu 2008. Został później wspólnikiem spółki Vis i pełnomocnikiem zarządu Pracodawców Pomorza ds. gospodarki morskiej. W 2016 objął stanowisko pełnomocnika zarządu ds. przemysłu stoczniowego w Polskiej Grupie Zbrojeniowej.